# 九龍巴士42線
九龍巴士42線是香港一條來往青衣（長康邨）和觀塘區順利邨的巴士路線，途經葵芳、荔景、美孚、長沙灣、深水埗、九龍城、新蒲崗、以及彩雲邨。由於本線服務範圍廣泛，橫跨東西達五個都會區域，流水客量不俗。

## 歷史
本路線提供青衣長青、美景花園、葵福路、荔景、美孚新村、長沙灣來往太子道、九龍城、新蒲崗、彩雲及順利的巴士服務，於1979年2月26日起投入服務，當時來往長青至順利，是青衣發展成新市鎮後，第二條來往青衣島的對外路線。
本路線初時經觀塘市中心及協和街上落。直至1980年1月27日，因應新清水灣道全線通車而改道，此線不再經牛頭角及觀塘。
- 1996年1月8日：改經清麗苑及荔園一帶上荔景山路，不再經荔枝角大橋及葵涌道。
- 1996年2月15日：增派空調巴士行走，是荔景山區、九華徑來往九龍市區的常規路線之中首條提供空調巴士服務的路線。
- 2007年9月15日：23M、95號線和其他荔景山區路線，先後改為全空調服務後，本線成為清水灣道和荔景山區常規路線中，唯一仍有普通巴士行走的對外路線。
- 2008年6月8日：調整車費，空調巴士全程車費由$6.6加至$7；非空調巴士全程車費由$4.9加至$5.2。
- 2011年5月15日：九巴再次加價，空調巴士全程車費由$7加至$7.3；非空調巴士全程車費由$5.2加至$5.4。
- 2012年4月23日：改為全空調服務，是荔景山區、九華徑來往九龍市區及四順區的常規路線之中最後一條改為全空調服務的路線，整個青衣島、荔景山區及四順區再沒有普通巴士行走[5]。
- 2013年3月17日：九巴再次加價，全程車費由$7.3加至$7.7。
- 2014年7月6日：九巴再次加價，全程車費由$7.7加至$8.1。
- 2014年12月29日：青衣區總站由長青延長至長康[6]。
- 2015年3月21日：增設到站時間預報。[7]
- 2020年11月23日：往順利方向增加麗翠苑分站。[8]

## 服務時間及班次
| 青衣（長康邨）開     | 青衣（長康邨）開 | 青衣（長康邨）開 | 順利開     | 順利開      | 順利開       |
| 日期                 | 服務時間         | 班次（分鐘）     | 日期       | 服務時間    | 班次（分鐘） |
| -------------------- | ---------------- | ---------------- | ---------- | ----------- | ------------ |
| 星期一至五           | 05:30-07:10      | 20               | 星期一至五 | 05:30-06:30 | 20           |
| 星期一至五           | 07:25            | 07:25            | 星期一至五 | 06:30-07:30 | 15           |
| 星期一至五           | 07:45-17:05      | 20               | 星期一至五 | 07:30-16:50 | 20           |
| 星期一至五           | 17:05-17:50      | 15               | 星期一至五 | 17:05       | 17:05        |
| 星期一至五           | 17:50-00:10      | 20               | 星期一至五 | 17:25-23:45 | 20           |
|                      |                  |                  | 星期一至五 | 00:10       |              |
| 星期六、日及公眾假期 | 05:30-22:30      | 20               | 星期六     | 05:30-07:10 | 20           |
| 星期六、日及公眾假期 | 22:30-00:10      | 25               | 星期六     | 07:25       | 07:25        |
|                      |                  |                  | 星期六     | 07:45-22:05 | 20           |
| 22:05-00:10          | 25               |                  | 星期六     |             |              |
| 星期日及公眾假期     | 05:30-08:25      | 25               |            |             |              |
| 星期日及公眾假期     | 08:25-22:05      | 20               |            |             |              |
| 星期日及公眾假期     | 22:05-00:10      | 25               |            |             |              |

## 收費
全程：$8.9
- 美孚站往順利：$7.1
- 彩雲聖若瑟小學往順利／長青邨青桃樓往青衣（長康邨）：$4.8
- 美孚站往青衣（長康邨）：$6.2

| - 本線設有12歲以下小童及65歲或以上長者半價優惠。 - 65歲或以上香港居民使用「樂悠咭」，以及12歲以下合資格殘疾兒童使用「殘疾人士身份」個人八達通繳付車資，均可享有每程$2.0或半價（以較低者為準）的票價優惠；12至64歲合資格殘疾人士使用「殘疾人士身份」個人八達通（包括「樂悠咭」），以及60至64歲香港居民使用「樂悠咭」繳付車資，均可享有每程$2.0或全費（以較低者為準）的票價優惠。 - 65歲或以上長者如使用長者或一般個人八達通繳付車資，則只可享有半價優惠；12至64歲合資格殘疾人士如不使用「殘疾人士身份」個人八達通，以及60至64歲人士如不使用「樂悠咭」繳付車資，必須繳付全費。 - 乘客可以現金或八達通於上車時付款，不設找續。 - 每位成人乘客可免費攜帶最多兩名4歲以下而不佔座位的兒童乘客乘車，超額之4歲以下小童必須繳付小童車費乘車。 - 持有「九巴月票」之乘客在車票有效期內，每日可享最多10程任何九龍巴士及龍運巴士路線（包括本路線，以及聯營路線的九龍巴士／龍運巴士提供的班次；惟乘搭機場「A」及「NA」線則可享原價二七折優惠（不會計算每天10次合資格車程））；而B1線則每日可享最多各2程（不會計算每天10次合資格車程）。 - 九龍巴士、城巴、龍運巴士及陽光巴士全職員工及家屬（不包括外判職員）可免費乘搭本路線，惟必須拍職員或職員家屬八達通。 - 乘客亦可透過多元化電子支付系統（e度嘟）繳付車資，包括使用非接觸式VISA卡、JCB卡、萬事達卡、銀聯卡、美國運通、大來國際、Discover Card、Apple Pay、Google Pay、Samsung Pay、AlipayHK「易乘碼」、支付寶、WeChatHK／微信支付「搭車碼」、銀聯雲閃付「乘車碼」及BOC Pay「乘車碼」。乘客使用此付款方式，使用此支付方式的乘客可享有中途下車之分段收費，以及與其他九巴／龍運獨營路線或聯營線九巴／龍運班次之轉乘優惠，惟不適用於與非九巴／龍運路線之轉乘優惠，亦不能享有「公共交通費用補貼計劃」及「長者及合資格殘疾人士公共交通票價優惠計劃」。 |

### 八達通轉乘優惠
乘客登上本線後150分鐘內以同一張八達通卡轉乘以下路線，或從以下路線登車後150分鐘內以同一張八達通卡轉乘本線，次程可獲$4.2車資折扣優惠︰
91、91A、91M/P、92

## 使用車輛
本線開始時以「雞車」利蘭勝利二型和「鴨車」丹尼士喝采型行走，由於東九龍及舊區通勤暴增，1985年開始改派12米三軸巴士行走，並於兩年內將低載客用車全線調走。當時採用三扇車門設計的丹尼士巨龍（3N）及利蘭奧林比安（3BL）巴士，載客量逾160人，足以應付龐大的通勤人流且迅速疏導乘客。享有同等用車規格的青衣區巴士線，亦包括42A、43B及49X。 在2003年， 非空調丹尼士巨龍12米巴士（3N）全面退役後， 利蘭奧林比安（S3BL）成為了主要用車。
加入空調巴士時，使用2輛空調丹尼士巨龍11米巴士。其後再改用2輛空調富豪奧林比安12米（3AV）巴士。 2001年，本線唯一的2輛空調巴士都改用超低地台巴士行走，分別為一輛1輛丹尼士三叉戟12米（ATR）巴士及1輛富豪超級奧林比安12米（3ASV）巴士。其後在2003至2004年期間不斷加強空調巴士數目。最終令本線的非空調巴士數目，剩下兩輛。2011年，首次加入5輛富豪超級奧林比安（WrightBus）12米（AVW）直梯巴士行走本線。
自從41A於2012年3月25日起改為全空調服務後，本線是青衣島僅剩兩條仍有非空調巴士行走的路線之一（另一條為43M），惟兩線同於2012年4月23日起改為全空調服務，象徵整個青衣島再無普通巴士行走。
現時九巴派出9輛亞歷山大丹尼士Enviro 500 MMC 12米（ATENU）雙層空調巴士行走本線。
| 車隊編號  | 車牌   |
| --------- | ------ |
| ATENU90   | SF2506 |
| ATENU94   | SF3725 |
| ATENU95   | SF4082 |
| ATENU121  | SG6095 |
| ATENU269  | SP7844 |
| ATENU297  | ST6536 |
| ATENU298  | ST6990 |
| ATENU411  | TE3786 |
| ATENU1653 | SJ7944 |

## 行車路線

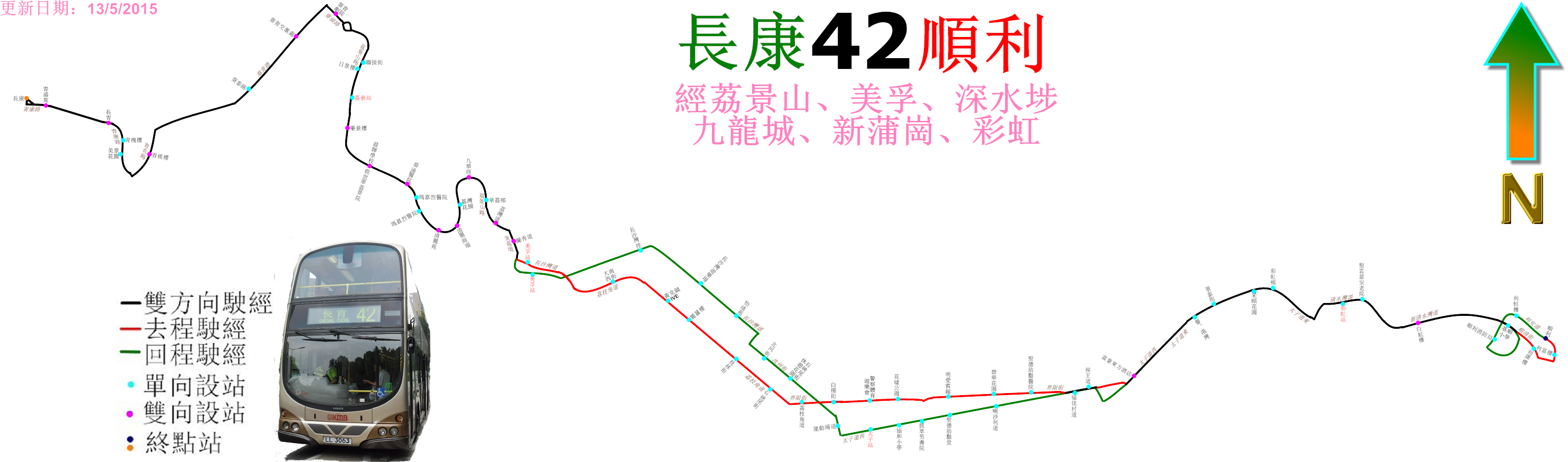
42線的走線圖

青衣（長康邨）開經：青康路、青衣路、青衣大橋、葵青路、興芳路、葵福路、天橋、荔景山路、荔灣道、美荔道、長沙灣道、荔枝角道、界限街、太子道西、太子道東、清水灣道、新清水灣道、順清街、順景街及利安道。
順利開經：利安道、新清水灣道、清水灣道、太子道東、太子道西、砵蘭街、汝州街、欽州街、長沙灣道、荔枝角道、美荔道、荔灣道、荔景山路、天橋、葵福路、興芳路、葵青路、青衣大橋、青衣路及青康路。
具體停站請參考資訊框。

## 客量
由於本路線兩邊總站都在公共屋邨，因此坐足全程的乘客並不多，乘客主要是順利（四順）來往深水埗及青衣南、彩雲來往美孚以及荔景來往太子道或九龍城的流水客。
唯九龍巴士214線投入服務後，彩雲來往長沙灣較本路線快捷，故已有不少乘客轉投該線。
根據歷年巴士路線計劃及相關文件中的資料顯示，此路線載客率如下：
- 2019：最繁忙一小時的載客率約為七成。

值得一提，若乘客需要由清水灣/坑口前往四順及安泰邨（於利富樓外經升降機塔前往），可先乘搭91/91M線至彩雲邨，前往白虹樓站轉乘本線（往順利方向）。由於轉乘42線可享有折扣優惠，會較划算。

## 外部連結
九巴
- 九巴官方網站－九巴42線 （页面存档备份，存于）

其他
- Hong Kong Bus KMB 九龍巴士 S3N360 @ 42 Dennis Dragon Non A/C 順利-長青 （页面存档备份，存于），YouTube
- Hong Kong Bus KMB ATENU1601 @ 42 九龍巴士 Dennis Enviro500 MMC New Facelift 長康邨 - 順利邨 （页面存档备份，存于），YouTube